# 克林根塔尔
克林根塔尔（德語：Klingenthal，發音：[ˈklɪŋənˌtaːl] ⓘ）是德国萨克森州福格特兰县的城市，与捷克城镇克拉斯利采隔街相望，面积50.44平方千米，2023年12月31日人口为7,669人。2013年1月1日，市镇茨沃塔并入克林根塔尔。